# Kaiserová
Kaiserová ist in der tschechischen Sprache die weibliche Form des deutschen Familiennamens Kaiser.

## Namensträger
- Johana Kaiserová (* 2000), tschechische Leichtathletin
- Kristina Kaiserová (* 1956), tschechische Historikerin